# Vasa simhall

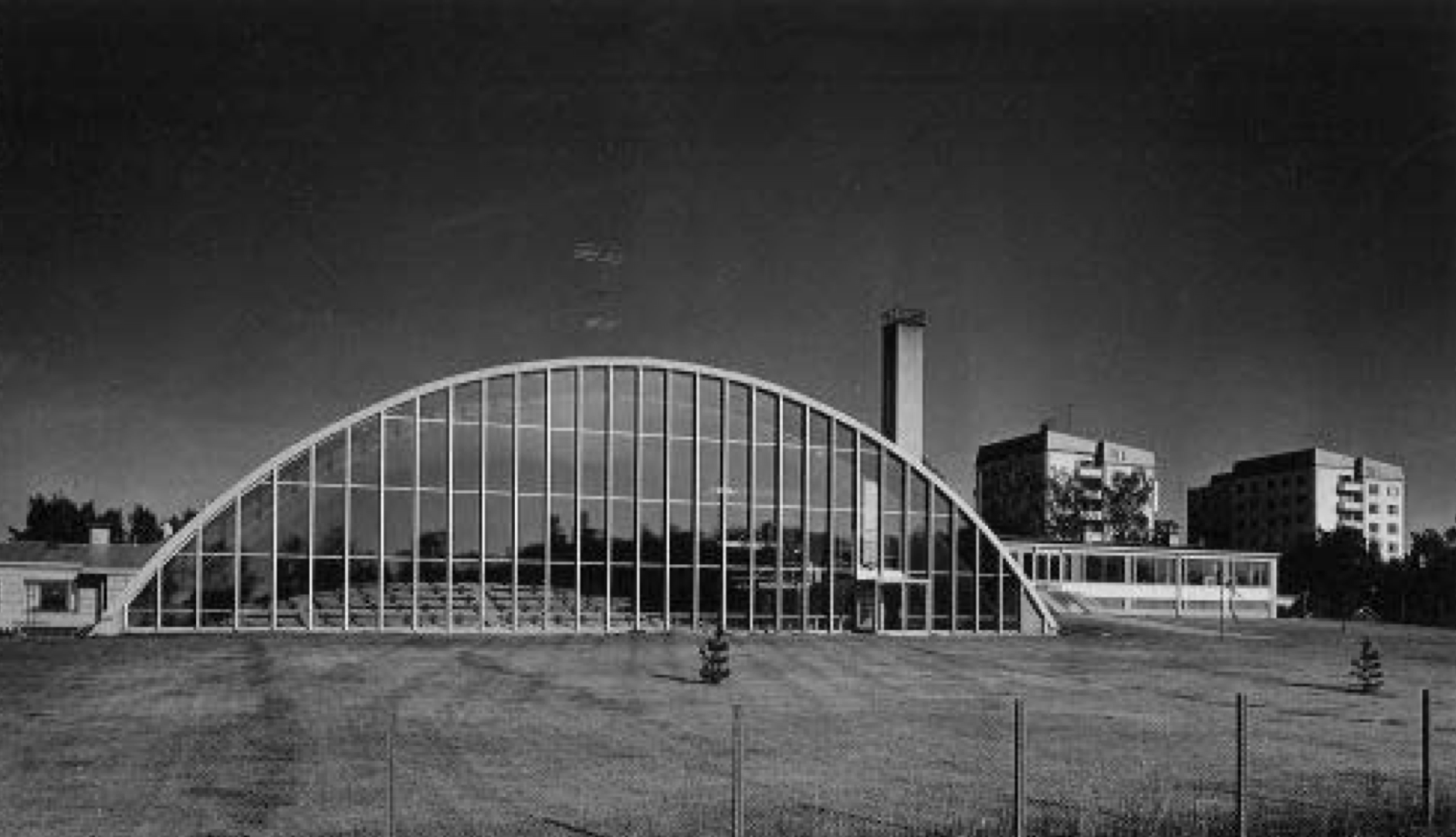
Vasa simhall efter färdigställandet.

Vasa simhall är en simhall i stadsdelen Sandviken i Vasa. I simhallen finns totalt fyra bassänger: en 50-meters-, en 25-meters-, en undervisnings- och en barnbassäng. Bland övriga utrymmen finns café, konferensrum och gym. I Vasa simhall tränar simföreningen Vasa Simsällskap.

## Historia
Vasa simhall togs i bruk i oktober 1962 och planerades åren 1960–1961 av Eija och Olli Saionmaa. I den nybyggda hallen fanns en 25-metersbassäng med fem banor och ett fem meters hopptorn. Bygget förverkligades med medel från Vasas fadderstad Malmö, donationer för att återuppbygga staden efter andra världskriget. Den nya simhallen var av stor betydelse för Vasas simmare då den möjliggjorde året-runt-verksamhet.
Den första större renoveringen av simhallen gjordes 1983–1984 enligt ritningar av Kari Kyyhkynen, i renoveringen tillkom en mindre byggnad vid hallens södra gavel och bad- och bastuavdelningarnas interiör ändrades. En diskussion kring behovet av en 50-metersbassäng pågick i samband med renoveringen men någon lösning hittades inte utan ärendet sköts på framtiden.
År 2003 utfördes igen en större renovering, den här gången enligt arkitektbyrån Arktes Oy:s ritningar. På simhallens södra sida byggdes en ny bassängavdelning med en 50-metersbassäng.